# Querência
Querência é um município brasileiro do estado de Mato Grosso, localizado na Grande Bacia Amazônica. Em seu território, encontra-se parte da Reserva Indígena do Xingu e uma imensa área de Cerrado, Floresta Amazônica e sua área de transição. O município tem área de 17.786,195 km², uma população de 26.769 habitantes (em 2022). Está 350 metros acima do nível do mar.
Como o município foi colonizado por muitos gaúchos, seu nome foi dado em referência às estâncias da região sul do Brasil.

## História
Querência tem seu povoamento ligado à Cooperativa Mista de Canarana, que foi fundada pelo pastor Norberto Schwantes. Norberto comprou 180 mil hectares da Fazenda Betis dos Peres Maldonado. A Cooperativa era voltada para a migração de gaúchos e atuou nas áreas dos atuais municípios de Barra do Garças e São Félix do Araguaia.
Querência foi fundada em 8 de dezembro de 1985 e as primeiras famílias chegaram no ano seguinte. Mesmo com o auxílio logístico da Cooperativa, o estado inicial do município foi marcado pelo improviso e pela falta de material de construção.
Querência foi elevada a município em 19 de dezembro de 1991, englobando pedaços desmembrados de Canarana e São Félix do Araguaia.

## Geografia

### Clima
Tem um clima tropical. Há muito mais pluviosidade no verão que no inverno. 25 °C é a temperatura média anual. Pluviosidade média anual de 1696mm. Possui duas estações bem definidas: verão chuvoso de outubro a março e, inverno seco de maio a setembro.
| Gráfico climático para Querência         | Gráfico climático para Querência | Gráfico climático para Querência | Gráfico climático para Querência | Gráfico climático para Querência | Gráfico climático para Querência | Gráfico climático para Querência | Gráfico climático para Querência | Gráfico climático para Querência | Gráfico climático para Querência | Gráfico climático para Querência | Gráfico climático para Querência |
| ---------------------------------------- | -------------------------------- | -------------------------------- | -------------------------------- | -------------------------------- | -------------------------------- | -------------------------------- | -------------------------------- | -------------------------------- | -------------------------------- | -------------------------------- | -------------------------------- |
| J                                        | F                                | M                                | A                                | M                                | J                                | J                                | A                                | S                                | O                                | N                                | D                                |
| 300 30 22                                | 264 29 22                        | 230 29 22                        | 119 30 21                        | 25 31 20                         | 6 31 18                          | 2 33 18                          | 8 35 21                          | 49 37 24                         | 148 35 24                        | 214 32 23                        | 303 30 22                        |
| Temperaturas em °C • Precipitações em mm |                                  |                                  |                                  |                                  |                                  |                                  |                                  |                                  |                                  |                                  |                                  |

### Problemas socioambientais
Devido aos altos índices de devastação florestal, em 9 de novembro de 2023, o município de Querência foi incluído na relação de municípios situados no bioma Amazônia considerados prioritários pelo governo federal para ações de prevenção, controle e redução dos desmatamentos e degradação florestal.

## Organização politico-administrativa
O Município de Querência possui uma estrutura politico-administrativa composta pelo Poder Executivo, chefiado por um prefeito eleito por sufrágio universal, auxiliado diretamente por secretários municipais nomeados por ele, e pelo Poder Legislativo, institucionalizado pela Câmara Municipal de Querência, órgão colegiado de representação dos munícipes que é composto por vereadores também eleitos por sufrágio universal.

### Atuais autoridades municipais de Querência
- Prefeito: Fernando Görgen - UB (2021/-)[13]
- Vice-prefeito: João Carlos Pizzi - PSD (2021/-)[13]
- Presidente da Câmara: Jean Carlos Faria "Jean do Coutinho" - PSDB (2021/-)[14]

## Economia
A economia de Querência está embasada na agropecuária e no extrativismo madeireiro. A cultura da soja, do milho e do arroz, e a criação de gado de corte são destaque em nível nacional. São 300 mil hectares agricultáveis, que vêm gerando recordes de produção (no biênio 2005-2006 a produção cresceu 16%). Em 2006, Querência produziu 489.113 toneladas de grãos, sendo 461.100 toneladas de soja. Algumas das empresas instaladas na cidade são: Cargill, Bunge, Fogos Caramuru, Amaggi, ADM, Agrex e Fertilizantes Tocantins. Em 2008, os 200 mil hectares de pastagens serviram para 201.808 cabeças de gado.
Em 2008, a produção agrícola de Querência foi de 150 toneladas de banana, 2.954 toneladas de borracha / látex coagulado, 700.000 unidades de abacaxi, 55.014 toneladas de arroz, 1.500 toneladas de Cana-de-açúcar, 5.200 toneladas de Mandioca, 44.880 toneladas de Milho, 534.240 toneladas de Soja, sendo o 14° maior produtor nacional deste grão.
Em 2017 Querência foi o 3º maior exportador do estado, US$ 792,41 milhões. Em 2018, estima-se o plantio de 400 mil hectares de soja.
Querência foi o primeiro município do Vale do Araguaia que atingiu a marca de R$ 1 bilhão de PIB em 2017, com R$ 1,24 bilhão, além de possuir o maior PIB per capta do leste mato-grossense.

### Turismo
Na área turística, as festas são o principal atrativo:
- Baile do Chopp: festa no final de maio de inspiração na cultura alemã
- Festa do Colono e Motorista: festa no final de julho com desfile de máquinas (caminhões, tratores, colheitadeiras e outros) pelo centro da cidade
- Festival da Canção: evento em julho promovido pela Secretaria Municipal de Educação e Cultura (SEMEC)
- EXPOQUER: realizado em agosto, o maior evento municipal que concentra Shows sertanejos, uma exposição de máquinas agrícolas e um rodeio sobre touros.

## Educação

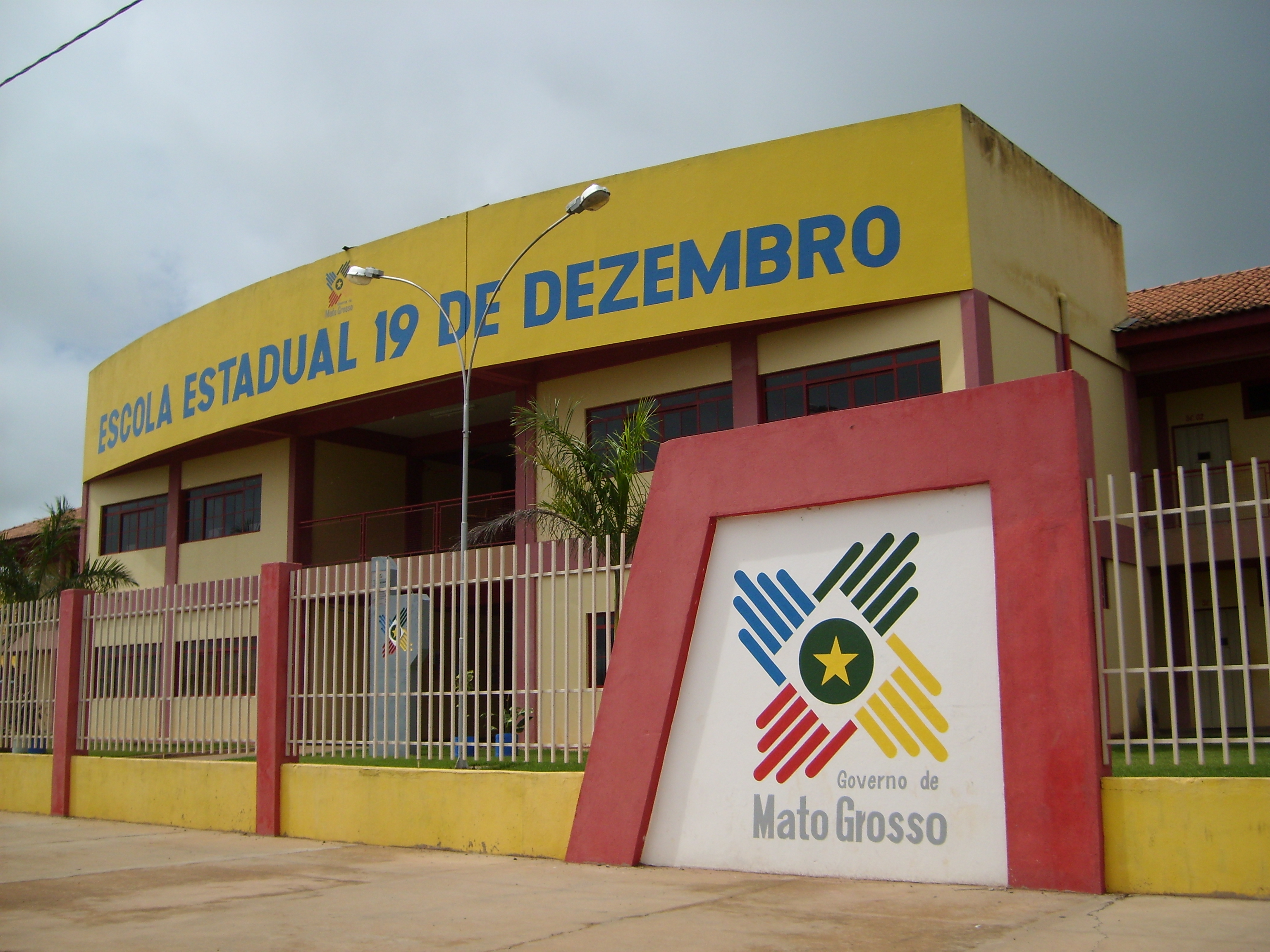
Escola Estadual 19 de Dezembro

No Exame Nacional do Ensino Médio (ENEM) de 2007, as escolas de Querência obtiveram índices acima das médias estadual e nacional.
A sede do município conta com três escolas estaduais:
- Escola Estadual Querência
- Escola Estadual Militar Tiradentes Coronel PM Jorge Luis de Magalhães
- Escola Estadual 20 de Março

Nove escolas municipais:
- Escola Municipal Alegria do Saber
- Escola Municipal Família Agrícola de Querência
- EMEB Bela Vista
- EMEB Parque Imperial
- EMEB Prof. Lúcia Marcondes Machado Penido.[17]
- EMEB Agropecuária Tanguro
- EMEB Fazenda Liberdade
- EMEB Passinhos para o Futuro
- EMEB Brasil Novo

Quatro pré-escolas e Creches:
- CMEI Crescer e Aprender
- CMEI Mundo Encantado
- CMEB Pequeno Príncipe
- CMEI Parque das Torres

Duas escolas privadas:
- CEFIQUE - Centro de Formação Integrada de Querência
- Colégio Província de São Pedro, com Educação Infantil e 1º ao 5º anos do Ensino Fundamental.

E acesso a extensőes de cursos da Universidade Norte do Paraná (UNOPAR).

## Comunicações

### Emissoras de Rádio FM
| Freq. | Nome                 |
| ----- | -------------------- |
| 87.9  | Rádio Alternativa FM |
| 97.9  | Rádio Interativa FM  |

### Emissora de TV
| Ana. | Emissora     | Afiliação |
| ---- | ------------ | --------- |
| 12   | TV Querência | RecordTV  |
| 15   | TV Líder     | SBT       |